# Hubert Haß
Hubert Haß (* 30. Januar 1949 in Holzkirchen) ist ein deutscher Konteradmiral außer Dienst der Marine der Bundeswehr.

## Militärische Laufbahn
Haß trat 1968 in den Dienst der Bundeswehr und absolvierte seine Offizierausbildung mit der Crew X/68. Nach ersten Verwendungen in der Schnellbootflottille und einer Verwendung als Torpedooffizier auf Schulschiff Deutschland absolvierte Haß von 1975 bis 1978 ein Studium der Physik an der Naval Postgraduate School in Monterey (Kalifornien). Von 1981 bis 1983 absolvierte er den 23. Admiralstabslehrgang an der Führungsakademie der Bundeswehr in Hamburg.
Zwischen 1983 und 1996 hatte er verschiedene Führungsverwendungen im Flottenkommando und in der Schnellbootflottille inne, deren Kommandeur er von 1993 bis 1996 war. Danach wurde Haß ins Bundesministerium der Verteidigung versetzt. Bis 1999 diente er dort als Referatsleiter im Führungsstab der Marine und als Büroleiter beim Parlamentarischen Staatssekretär Walter Kolbow. Von 1999 bis 2002 war Haß Verteidigungsattaché bei der Deutschen Botschaft in London. Anschließend diente er bis 2006 als stellvertretender Amtschef des Marineamts. Ab 1. Juni 2006 diente Haß als Chef des Stabes des Maritime Component Command Northwood (CC-MAR NORTHWOOD) der NATO im Vereinigten Königreich. Haß trat zum 1. Oktober 2009 in den Ruhestand.

## Privates
Haß ist verheiratet und hat einen Sohn sowie eine Tochter.